# 安德鲁·特里姆
安德鲁·特里姆（英語：Andrew Trim，1968年12月30日—），澳大利亚男子皮划艇运动员。他曾代表澳大利亚参加1992年、1996年和2000年夏季奥林匹克运动会皮划艇比赛，获得一枚银牌和一枚铜牌。